# Посесивност (психологија)
Посесивност је црта личности испољена у доминантном, поседничком и патерналистичком понашању према другим људима, посебно оним које посесивна особа доживљава као блиске, а слабије, подређене, тј. субмисивне.